# NGC 7216
NGC 7216 (również PGC 68291) – galaktyka eliptyczna (E-S0), znajdująca się w gwiazdozbiorze Indianina. Odkrył ją John Herschel 29 czerwca 1835 roku.